# 니키 리 (가수)

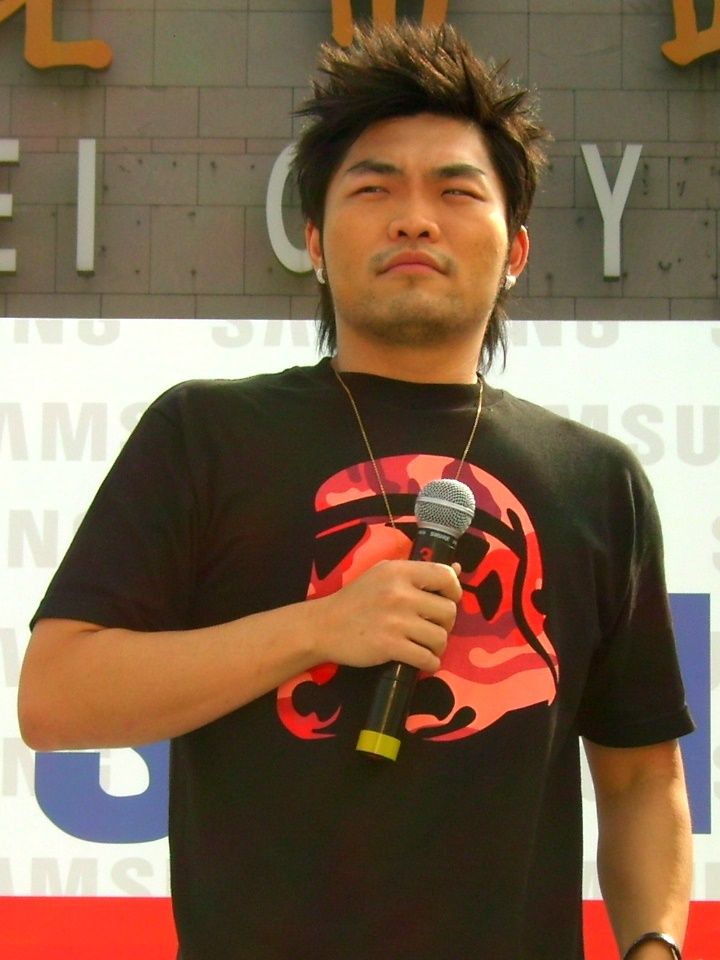

니키 리(Nicky Lee, 1980년 11월 26일 ~ ) 또는 한국명 이철구(李哲玖) 혹은 대만활동 예명 이구철(李玖哲)은 미국 로스앤젤레스에서 출생한 한국계 미국인 싱어송라이터이자 배우이다. 대만에서 주로 활동하고 있으며 현지에서의 예명은 원래 이름을 반대로 한 '이구철'(李玖哲)이다. 2014년에는 일본의 유명 레이스퀸 출신으로 대만연예계에서 활동하던 소마 아카네(相馬 茜)와 결혼했다.

## 방송
- 원래아불수

## 영화
- 방가자 (2017년) - 자오다치 역
- 뮬란: 전사의 귀환 (2009년)